# Theodor Billroth
Christian Albert Theodor Billroth (ur. 26 sierpnia 1829 w Bergen auf Rügen, zm. 6 lutego 1894 w Opatii) – urodzony w Niemczech austriacki chirurg, profesor uniwersytecki w Zurychu i w Wiedniu, twórca nowoczesnej chirurgii krtani, przełyku i jamy brzusznej. Autor znanych metod resekcji żołądka oraz podręcznika Die allgemeine chirurgische Pathologie und Therapie wydrukowanego w 16 wydaniach. Był ponadto muzykiem, który jako jeden z pierwszych podjął się naukowej analizy muzyki.

## Edukacja
Billroth uczęszczał do szkoły w Greifswaldzie, po ukończeniu której rozpoczął studia medyczne na uniwersytecie w tym samym mieście. Następnie podążył za swoim profesorem Wilhelmem Baumem na Uniwersytet w Getyndze, aby skończyć w 1852 studia doktoranckie na Uniwersytecie Berlińskim. Wspólnie z Rudolphem Wagnerem (1805–1864) i Georgiem Meissnerem (1829–1905) udał się do Triestu, aby studiować budowę układu nerwowego płaszczki.

## Chirurgia

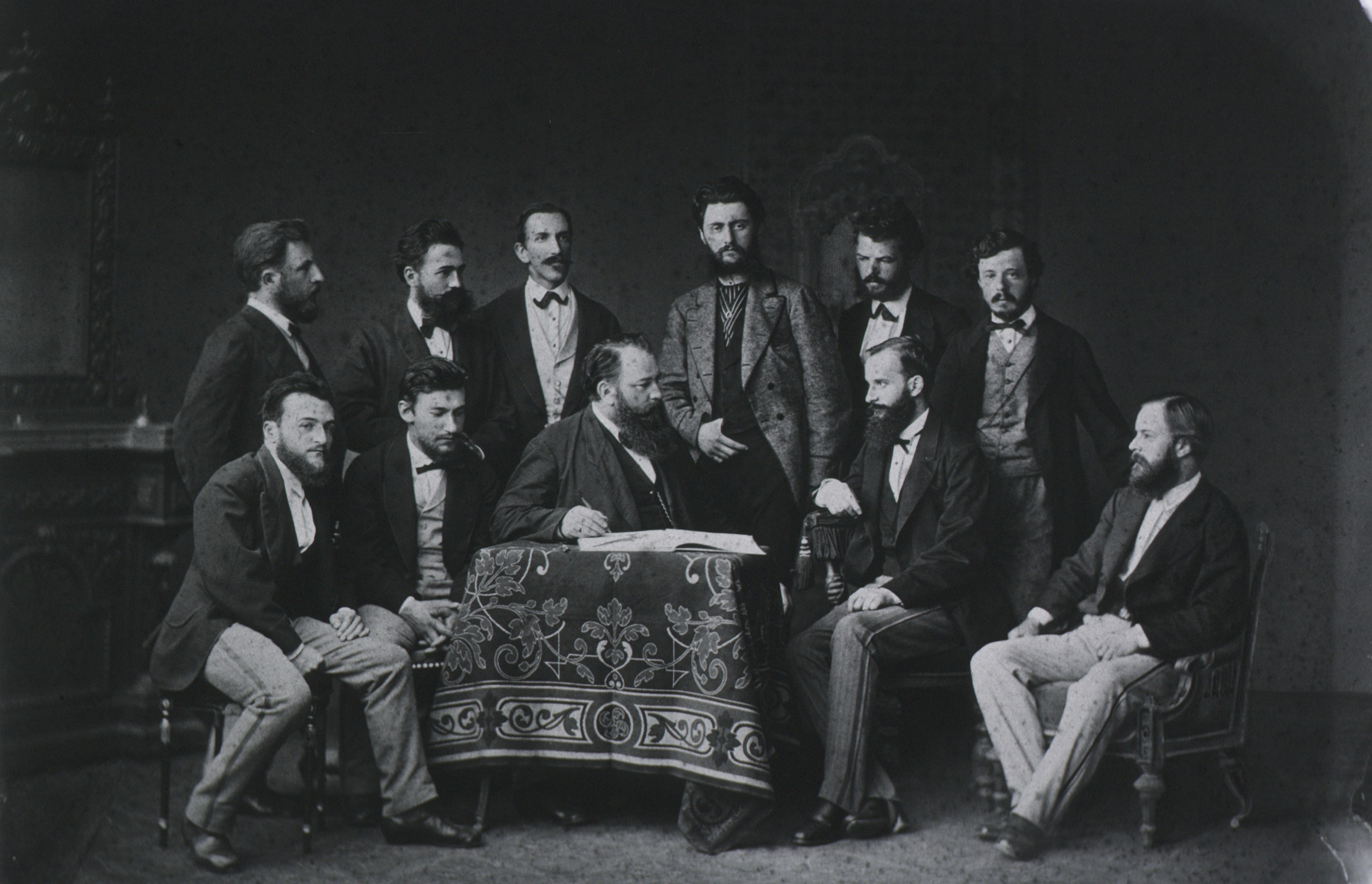
Billroth i jego asystenci (1871)

Billroth pracował jako lekarz w latach 1853–1860 w klinice Charité. W Berlinie był również uczniem Carla Langenbucha. W latach 1860–1867 był profesorem na Uniwersytecie w Zurychu i dyrektorem szpitala chirurgicznego i kliniki w Zurychu. Pracując na tym stanowisku opublikował w 1863 roku swoje dzieło Die allgemeine chirurgische Pathologie und Therapie (patologia ogólna w chirurgii i terapia). W tym samym czasie podał propozycje wygłoszeń, prezentowania wyników, dobrych i złych, co zaowocowało uczciwą dyskusją o zachorowalności, śmiertelności i technikach ulepszając w rezultacie dobór pacjentów. W 1867 Billroth został mianowany profesorem Uniwersytetu Wiedeńskiego i odtąd praktykował chirurgię jako kierownik II Kliniki Chirurgii w Allgemeine Krankenhaus Szpitala Ogólnego w Wiedniu.
Billroth był odpowiedzialny za wiele przełomowych wydarzeń w medycynie, takich jak pierwsza ezofagektomia (1871), pierwsza laryngektomia (1873) i pierwsza udana gastrektomia z powodu raka żołądka w 1881 roku, za co operację tę nazwano jego nazwiskiem (operacja Billroth I i operacja Billroth II). Legendą stało się wydarzenie, kiedy Billroth o mało nie został ukamienowany na ulicach Wiednia, gdy po pierwszej wykonanej przez niego gastrektomii pacjent zmarł.
Billroth miał także znaczący udział w tworzeniu pierwszej nowoczesnej szkoły chirurgii. Wśród jego uczniów byli Alexander von Winiwarter, Jan Mikulicz-Radecki i John B. Murphy. Pionierski program rezydentury z chirurgii Williama Halsteda pozostawał pod wielkim wpływem własnych metod nauczania Billrotha.

## Muzyka
Billroth był utalentowanym pianistą i skrzypkiem. W 1860 roku poznał Johannesa Brahmsa, który był ówcześnie wschodzącą gwiazdą wiedeńskiej sceny muzycznej. Stali się bliskimi przyjaciółmi dzieląc wspólne pojmowanie muzyki. Brahms często wysyłał Billrothowi swoje manuskrypty przed ich publikacją w zamian za jego szczerą opinię. Billroth brał ponadto udział w wielu próbnych przesłuchaniach kompozycji Brahmsa, często przed ich pierwszym wykonaniem. Brahms zadedykował swoje dwa pierwsze kwartety smyczkowe z dzieła Opus 51 Billrothowi.
Billroth był także utalentowanym, kompetentnym i wpływowym recenzentem muzycznym: jego recenzje ukazywały się na łamach Neue Zürcher Zeitung oraz Leipziger Allgemeine Musikalische Zeitung.